# Генеральная совокупность
Генеральная совокупность (от лат. generis — общий, родовой) — совокупность всех объектов (единиц), относительно которых предполагается делать выводы при изучении конкретной задачи.
Генеральная совокупность состоит из всех объектов, которые имеют качества, свойства, интересующие исследователя. Иногда генеральная совокупность — это всё взрослое население определённого региона (например, когда изучается отношение потенциальных избирателей к кандидату), чаще всего задаётся несколько критериев, определяющих объекты исследования. Например, женщины 25—69 лет, использующие крем для рук определённой марки не реже одного раза в неделю, и имеющие доход не ниже 5 тысяч рублей на одного члена семьи.

## Средняя генеральная совокупность
В зависимости от типа данных и целей исследования, можно рассчитывать два вида средних значений: генеральную и выборочную средние. Эти показатели используются для анализа больших массивов данных, оценки их свойств и прогнозирования.